# Tricholoma mutabile
Espèce
Tricholoma mutabile est une espèce de champignons du genre des tricholomes. Il a été découvert dans le comté de Yuba, en Californie, où il a été décrit pour la première fois en 1996. Son épithète spécifique provient du latin mutabilis (« changeant »), probablement en référence aux changements de couleur que le chapeau subit avec l'âge.

## Description
Il possède un chapeau grisâtre parfois violacé pâle qui mesure de 3  à   9 cm de diamètre. Il est largement convexe à presque plan, visqueux, glabre, strié et surmonté d'umbo large. Sa marge blanche et incurvée quand elle est jeune, s’assombrit et s'ondule en se soulevant avec l'âge. Son pied mesure 5  à   10 cm de long sur 9  à   25 mm d'épaisseur. Il est blanc, sec et fibrilleux, brunissant au toucher et sa base est rosissante. Ses lames, blanches, sont sinueuses et virent au brun doré en vieillissant. Elles sentent une odeur farineuse sucrée rappelant le pamplemousse. Sa chair blanche, grisonnant avec le temps, a également une saveur fortement farineuse. Ses spores, largement elliptiques à subglobuleuses, mesurent de 5,8 à 7,7 μm de long pour 4,3 à 5,8 μm de large,.

## Espèces ressemblantes
Cette espèce américaine est très proche de l'européenne Tricholoma josserandii. T. mutabile ne s'en différencie pas par microscopie mais uniquement par sa cuticule plus noire à maturité. Une autre espèce appartient à ce groupe de Tricholomes très ressemblants, il s'agit de Tricholoma marquettense, décrite depuis le Michigan. Cette dernière se distingue de sa consœur américaine par sa cuticule également moins sombre. T. griseoviolaceum a une couleur de chapeau similaire lorsqu'il est jeune, mais il devient plus sombre avec l'âge et n'est pas radialement rugueux. T. nigrum a un chapeau gris ardoise foncé qui fonce au centre et s'éclaircit sur la marge à maturité, son pied est squamuleux et n'est pas rosâtre sur sa base.

## Écologie et répartition
T. mutabile est une espèce forestière poussant de façon dispersée ou en troupe en association avec les chênes à écorce tannique ou les forêts mixtes de conifères dans les montagnes côtières et contreforts de la Sierra Nevada en Californie. Elle a également été signalée dans la Péninsule olympique de Washington. Vu sa description récente, sa distribution est largement méconnue. Elle est probablement présente dans des habitats similaires en Oregon et dans le sud de la Colombie-Britannique.

## Toxicité
T. mutabile est mal connue mais elle aurait causé des troubles gastro-intestinaux.